# Alfa Romeo 156
Alfa Romeo 156 é um automóvel fabricado pela empresa Alfa Romeo, introduzido em 1997 e que veio substituir o modelo 155.

## História
Em 1993 a Alfa Romeo decidiu que era a hora de projetar o sucessor do Alfa Romeo 155. Havia três projetos concorrentes, um de Pininfarina, um do estúdio Italdesign e outro do Centro Stile, departamento de design da própria Alfa Romeo. Este último, sob o comando do projetista Walter de Silva foi o projeto escolhido para a o desenvolvimento e fabricação do novo carro.
A ideia era dar ao novo 156 a personalidade que o 155 nunca teve. O design foi inspirado no modelo conceitual Nuvola, que por sua vez foi baseado em três modelos históricos da Alfa Romeo: o 1900, Giulietta e Giulia. A principal característica do projeto era a utilização de linhas arredondadas, ao contrário das linhas retas utilizadas nos modelos anteriores.
A empresa estava em dificuldades financeiras e precisava que o novo modelo fosse um sucesso comercial. O projeto do  substituto do Alfa Romeo 164 também estava em andamento, mas não havia recursos suficientes para o desenvolvimento simultâneo dos dois carros. O projeto do Alfa 166 foi então adiado por cerca de um ano, pois esperava-se um volume maior de vendas do 156.
Tentou-se dar ao carro um ar esportivo com referências aos antigos pilotos e aos míticos modelos GT, todos os elementos de estilo que fazem um Alfa Romeo estão presentes: ao mesmo tempo em que tem estilo marcante ainda é sóbrio e tenta evocar a presença de um motor forte e potente. Visto de lado, o carro evoca ao tigre, esguio e pronto para o ataque.
Os dois grandes mostradores de velocidade e rotação do motor, bem como os três mostradores do console central são visíveis quase que exclusivamente pelo motorista, o que acentua a sensação de esportividade. Os bancos podem ter revestimento de veludo ou podem ser Recaro ou Momo em couro.

## Lançamento

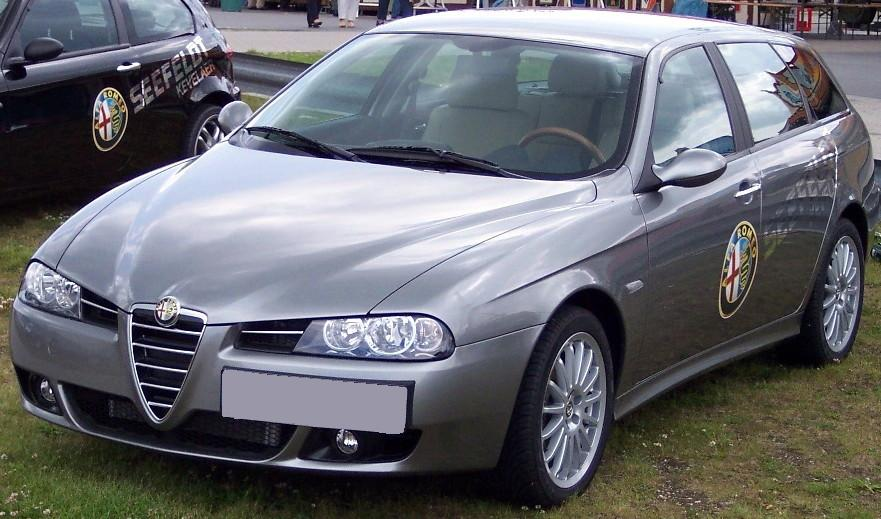
Alfa Romeo 156 Station wagon

O Alfa Romeo 156 foi lançado em 9 de outubro de 1997 no Salão do Automóvel de Genebra. No ano seguinte recebeu o prêmio de Carro do Ano na Europa. Os motores inicialmente disponíveis eram o 1.6l (121 cv), o 1.8l (144 cv) e o 2.0l (153 cv) e o V6 de 2.5l (190 cv), todos a gasolina, e dois motores a diesel de 4 cilindros (1.9l, 106 cv) e 5 cilindros (2.4l, 137 cv). O câmbio podia ser manual de 5 ou 6 velocidades (no modelo V6), ou automático de 4 velocidades. A versão selespeed, disponível apenas no motor Twin Spark 2.0 oferecia câmbio automático de 5 velocidades com possibilidade de trocas manuais na alavanca de câmbio ou em "borboletas" atrás do volante, com tecnologia desenvolvida pela Ferrari para a Formula 1. As trocas de marcha variam conforme o estilo de direção: a 5000rpm e com pressão sobre o acelerador a 60%, as trocas levam cerca de 0.4 s. Numa condução menos esportiva, as trocas levam cerca de 1.5 s.
Em março de 2000 foi apresentado o Sportwagon, modelo station wagon do 156. Em 2001 foi introduzido o modelo GTA em versões sedan e Crosswagon. Esta versão utiliza o clássico motor V6 de 3.2 litros e 250 cv, com câmbio manual ou automático selespeed, suspensão e direção revisadas, freios redimensionados e uma série de modificações estéticas.
No início de 2002 a linha sofreu uma pequena reestilização. Externamente as alterações foram mínimas (espelhos retrovisores e guarnições dos para-choques passaram a ser pintadas na cor do veículo). Internamente o painel foi alterado, ganhando um visor multi-funções. As maiores mudanças foram mecânicas: Um novo motor 2.0 com injeção direta com 165 cv substituiu o Twin Spark. Os modelos a diesel também tiveram a potência aumentada. Vários sistemas eletrônicos foram introduzidos: VDC, MSR, etc. Side-bags e também o controle de temperatura independente para motorista e passageiro.
Em junho de 2003 uma reestilização mais profunda foi aplicada a toda a linha. As mudanças foram mais significativas na dianteira, que ganhou nova grade e faróis.
Finalmente em 2004 a família ganhou duas novas versões: Crosswagon e Sportwagon Q4, ambas derivadas da Sportwagon, vinham com tração 4x4 e motor a diesel, e apresentavam apelo "off-road", com suspensão elevada e vários detalhes em plástico fosco.
Desde o início da sua produção até hoje já foram comercializadas mais de 600 mil unidades dos modelos sedan, sedan GTA e SW, o que torna o 156 o maior sucesso comercial da Alfa Romeo em todos os tempos.
Em 2006 o 156 teve sua produção encerrada, sendo substituído pelo Alfa Romeo 159.